# Им Донг-Хјун
Им Донг-Хјун (рођен 12. маја 1986) је стреличар из Јужне Кореје.
Као члан репрезентације Јужне Кореје учествовао је на Олимпијским играма 2004. у Атини, 2008. у Пекингу и 2012. у Лондону.
На Олимпијским играма 2004. године поставио је светски рекорд у стреличарству за мушкарце појединачно, резултатом 687 (резултат није признат као рекорд МОК пошто је постигнут у квалификацијама које су се одржавале дан пре званичног отварања игара). У каснијем току такмичења је изгубио од јапанца Хироши Јамамото у четвртфиналу. У укупном пласману је заузео 6. место.
На овим играма је у склопу репрезентације освојио златну медаљу у стреличарству за мушкарце екипно.
Године 2006. учествовао је на Азијским играма и тада је освојио две златне медаље у стреличарству, у појединачној и екипној конкуренцији.
На Олимпијским играма 2008. године је у појединачној конкуренцији испао у осмини финала. Међутим у екипној конкуренцији, поново осваја златну медаљу.
На Олимпијским играма 2012. године у Лондону је поново оборио светски рекорд у квалификацијама, 27. јула, резултатом од 699 поена. Истог дана је у квалификацијама у екипној конкуренцији са екипом Јужне Кореје коју су чинили још и Ким Боп-Мин (698) и О Ђин-Хјек (690) постигао нови светски екипни рекорд са укупно 2.087 кругова.